# Selecció de futbol de Costa Rica
La selecció de futbol de Costa Rica (en castellà: Selección de fútbol de Costa Rica) és la selecció de futbol nacional de Costa Rica. Està gestionada per la Federació Costa-riquenya de Futbol (FEDEFUTBOL), l'entitat que regeix el futbol a Costa Rica. Ha estat membre de la Federació Internacional de Futbol (FIFA) des del 1927, membre de la Federació de Futbol de l'Amèrica del Nord, Central i del Carib (CONCACAF) des del 1961, i membre de la Unió Centreamericana de Futbol (UNCAF) des del 1990.
Costa Rica és l'equip que ha aconseguit més èxits de la història de l'Amèrica central. El conjunt costa-riqueny ha aconseguit guanyar tres campionats de la CONCACAF (1963, 1969 i 1989) i vuit títols de la Copa Centroamericana i la seva predecessora. Costa Rica és l'únic equip de l'Amèrica central que ha participat en quatre fases finals de la Copa del Món. A més, el país centre-americà té el millor coeficient històric de la seva zona, amb un total de 1597.1 punts al rànking de la ELO.
Des de finals de la dècada de 1980, l'equip americà ha estat considerat com un conjunt sòlid i competitiu, amb participacions destacades a la Copa del Món de 2010, a Itàlia, on va quedar en segona posició del seu grup, només darrere del Brasil, o la seva classificació a les edicions de 2002 i 2006. En la Copa del Món de 2014 Costa Rica va aconseguir el seu millor resultat històric, quedant en primera posició a la fase de grups, on hi havia tres ex-campions del torneig (Uruguai, Itàlia i Anglaterra), i derrotant a Grècia a vuitens de final. El conjunt "Tico" aconseguia així arribar a quarts de final per primera vegada en la seva història, essent eliminats pels Països Baixos a la tanda de penals (3–4), després d'haver empatat el partit a 0.

## Estadístiques
- Participacions en la Copa del Món = 3
- Primera Copa del Món = 1990
- Millor resultat a la Copa del Món = Vuitens de final (1990)
- Participacions en la Copa d'Or = 10
- Primera Copa d'Or = 1991
- Millor resultat a la Copa d'Or = Subcampió (2002)
- Participacions olímpiques = 3
- Primers Jocs Olímpics = 1980
- Millor resultat olímpic = Sense medalles
- Primer partit

| El Salvador | 0 – 7 | Costa Rica |
| ----------- | ----- | ---------- |
|             |       |            |

 Ciutat de Guatemala, (Guatemala)        
- Major victòria

| Costa Rica | 12 – 0 | Puerto Rico |
| ---------- | ------ | ----------- |
|            |        |             |

 Barranquilla, (Colòmbia)        
- Major derrota

| Mèxic | 7 – 0 | Costa Rica |
| ----- | ----- | ---------- |
|       |       |            |

 Ciutat de Mèxic, (Mèxic)        
| Espanya | 7 – 0 | Costa Rica |
| ------- | ----- | ---------- |
|         |       |            |

 Doha, Qatar)        

## Participacions en la Copa del Món
- Des de 1930 fins a 1954 - No participà
- Des de 1958 fins a 1986 - No es classificà
- 1990 - Vuitens de final - 13è lloc
- 1994 - No es classificà
- 1998 - No es classificà
- 2002 - Primera fase - 19è lloc
- 2006 - Primera fase - 31è lloc
- Sud-àfrica 2010 - No es classificà
- Brasil 2014 - Quarts de final
- Rússia 2018 - Primera fase

### Copa del Món de Futbol de 2018

#### Fase de grups
| Pos | Equip      | PJ | PG | PE | PP | GF | GC | DG | Pts | Classificació        |
| --- | ---------- | -- | -- | -- | -- | -- | -- | -- | --- | -------------------- |
| 1   | Brasil     | 3  | 2  | 1  | 0  | 5  | 1  | +4 | 7   | Avança a segona fase |
| 2   | Suïssa     | 3  | 1  | 2  | 0  | 5  | 4  | +1 | 5   | Avança a segona fase |
| 3   | Sèrbia     | 3  | 1  | 0  | 2  | 2  | 4  | −2 | 3   |                      |
| 4   | Costa Rica | 3  | 0  | 1  | 2  | 2  | 5  | −3 | 1   |                      |

| Costa Rica | 0–1     | Sèrbia      |
| ---------- | ------- | ----------- |
|            | Informe | Kolarov 56' |

| Brasil                        | 2–0     | Costa Rica |
| ----------------------------- | ------- | ---------- |
| Coutinho 90+1' · Neymar 90+7' | Informe |            |

| Suïssa                   | 2–2     | Costa Rica                       |
| ------------------------ | ------- | -------------------------------- |
| Džemaili 31' · Drmić 88' | Informe | Waston 56' · Sommer 90+3' (p.p.) |

## Participacions en laCopa d'Or
- 1991 - Semifinals - 4t lloc
- 1993 - Semifinals - 3r lloc
- 1996 - No classificà
- 1998 - Primera fase
- 2000 - Quarts de final
- 2002 - Final - 2n lloc
- 2003 - Semifinals - 4t lloc
- 2005 - Quarts de final
- 2007 - Quarts de final
- 2009 - Semifinals
- 2011 - Quarts de final
- 2013 - Quarts de final
- 2015 - Quarts de final
- 2017 - Semifinals

## Participacions en laCopa Amèrica
- Des de 1916 fins a 1995 - No participà
- 1997 - Primera fase
- 1999 - No hi participà
- 2001 - Quarts de final
- 2004 - Quarts de final
- 2007 - No hi participà
- 2011 - Primera fase
- 2015 - No hi participà
- 2016 - Primera fase

## Equip
Els següents 23 jugadors han estat convocats per la Copa del Món 2014
| Dorsal | Posició | Jugador            | Data de naixement/edat | Partits | Gols | Club               |
| ------ | ------- | ------------------ | ---------------------- | ------- | ---- | ------------------ |
| 1      | POR     | Keylor Navas       | 15 de desembre de 1986 | 53      | 0    | Llevant            |
| 18     | POR     | Patrick Pemberton  | 24 de maig de 1982     | 21      | 0    | Alajuelense        |
| 23     | POR     | Daniel Cambronero  | 14 de febrer de 1987   | 2       | 0    | Herediano          |
| 2      | DEF     | Johnny Acosta      | 21 de juliol de 1983   | 25      | 1    | Alajuelense        |
| 3      | DEF     | Giancarlo González | 8 de febrer de 1988    | 35      | 2    | Columbus Crew      |
| 4      | DEF     | Michael Umaña      | 16 de juliol de 1982   | 83      | 1    | Saprissa           |
| 6      | DEF     | Óscar Duarte       | 3 de juny de 1989      | 11      | 0    | Club Brugge        |
| 8      | DEF     | Heiner Mora        | 21 d'octubre de 1984   | 22      | 1    | Saprissa           |
| 12     | DEF     | Waylon Francis     | 20 de setembre de 1990 | 1       | 0    | Columbus Crew      |
| 15     | DEF     | Júnior Díaz        | 12 de setembre de 1983 | 62      | 1    | Mainz 05           |
| 16     | DEF     | Cristian Gamboa    | 24 d'octubre de 1989   | 25      | 1    | Rosenborg          |
| 19     | DEF     | Roy Miller         | 24 de novembre de 1984 | 48      | 1    | New York Red Bulls |
| 5      | MIG     | Celso Borges       | 27 de maig de 1988     | 63      | 15   | AIK                |
| 7      | MIG     | Christian Bolaños  | 17 de maig de 1984     | 55      | 2    | Copenhagen         |
| 11     | MIG     | Michael Barrantes  | 4 d'octubre de 1983    | 50      | 4    | Aalesund           |
| 13     | MIG     | Esteban Granados   | 25 d'octubre de 1985   | 11      | 0    | Herediano          |
| 17     | MIG     | Yeltsin Tejeda     | 17 de març de 1992     | 22      | 0    | Saprissa           |
| 20     | MIG     | Diego Calvo        | 25 d'abril de 1991     | 10      | 1    | Vålerenga          |
| 22     | MIG     | José Miguel Cubero | 14 de febrer de 1987   | 35      | 2    | Herediano          |
| 9      | DAV     | Joel Campbell      | 26 de juny de 1992     | 33      | 9    | Olympiacos         |
| 10     | DAV     | Bryan Ruiz         | 18 d'agost de 1985     | 63      | 13   | PSV                |
| 14     | DAV     | Randall Brenes     | 13 d'agost de 1983     | 39      | 8    | Cartaginés         |
| 21     | DAV     | Marco Ureña        | 3 de maig de 1990      | 24      | 7    | Kuban Krasnodar    |